# Habib Mohamed
Habib Mohamed, né le 10 décembre 1983, est un footballeur ghanéen. Il joue au poste de défenseur avec l'équipe du Ghana. Il a participé à la Coupe des confédérations africaine en 2005 puis à la Coupe du monde 2006.